# Drumheller (Washington)
Drumheller az Amerikai Egyesült Államok északnyugati részén, Washington állam Franklin megyéjében elhelyezkedő kísértetváros.
Drumheller postahivatala 1906 és 1909 között működött. A település névadója Sam Drumheller telepes.

## Fordítás
- Ez a szócikk részben vagy egészben  a   Drumheller, Washington című angol Wikipédia-szócikk ezen változatának fordításán alapul.  Az eredeti cikk szerkesztőit annak laptörténete sorolja fel. Ez a jelzés csupán a megfogalmazás eredetét és a szerzői jogokat jelzi, nem szolgál a cikkben szereplő információk forrásmegjelöléseként.